# Miroslav Šantek (zagonetač)
Miroslav Šantek (Draškovec, 21. rujna 1926. – Duga Resa, 18. kolovoza 2020.), bio je hrvatski školski pedagog, slikar i zagonetač. Objavio je više od 20 000 zagonetki. Od 1975. nosio je naslov velemajstora. Prozvan je »doajenom hrvatskoga zagonetaštva«.

## Zagonetaštvo
Prvu zagonetku, obosmjerku, objavljuje 1944. u Zagonetki. Surađivao je u Čvorovim časopisima (Razbibrizi), IKS-u, Enigmi, Vjesnikovu kvizu (rubrike »Vodič kroz carstvo zagonetaka« 1980. – 1982. i »Kvizov tumač zagonetaka« 1990. i 1991.), Džepnoj križaljci, Problemu, Zagonetki, Sfingi, Rebusu, Vikendu, Feniksu, Ugankaru, Kvizorami (od 25. broja 1992. do smrti), te u dječjim listovima Smibu (više od 25 godina) i Modroj lasti (rubrike »Mali tumač zagonetaka« 1960. – 1964. i »Mala škola zagonetaštva« 1998. – 2003.).
Bio je članom bjelovarskoga Čvora od 1973.
Dobitnik je Nagrade za životno djelo Grada Duge Rese 2007.

## Slikarstvo
Sudionik je Likovne kolonije „Maestral” u Splitu 2002. i Karlovačkih likovnih susreta 2009.

## Djela
- Zagonetke anagram i palindrom, Enigmatsko udruženje Čvor: Bjelovar, 1975., 91 str.
- Čitaljka, Enigmatsko udruženje Čvor: Bjelovar, 1979., 73 str. (Predgovor: Stjepan Horvat)
- U carstvu zagonetaka, Hercegtisak: Split i Široki Brijeg, 2004., 35 str. ISBN 953-965-529-3
- Pojmovnik zagonetaštva Nova knjiga Rast: Zagreb, 2005., 124 str. ISBN 953-237-006-4
- Zagonetke akrostih, mezostih i telestih, Duga Resa, 2007.
- Kriptogram najzagonetnija zagonetka, Duga Resa, 2009.
- Rebus, rarebus i rebusoid, Duga Resa, 2010.
- Vesela zagonetačka igraonica, Duga Resa, 2011.
- Zagonetke za đake veseljake, Duga Resa.